# Liste des cavités naturelles les plus profondes de Vaucluse
La liste des cavités naturelles les plus profondes de Vaucluse recense, sous forme de tableau(x), les cavités souterraines naturelles connues dans ce département français, dont le dénivelé est supérieur ou égal à cinquante mètres.
La communauté spéléologique considère qu'une cavité souterraine naturelle n'existe vraiment qu'à partir du moment où elle est « inventée » c'est-à-dire découverte (ou redécouverte), inventoriée, topographiée et publiée. Bien sûr, la réalité physique d'une cavité naturelle est la plupart du temps bien antérieure à sa découverte par l'homme ; cependant tant qu'elle n'est pas explorée, mesurée et révélée, la cavité naturelle n'appartient pas au domaine de la connaissance partagée.
La liste spéléométrique des 33 plus profondes cavités naturelles de Vaucluse (≥ cinquante mètres) est actualisée à fin décembre 2019.
La plus profonde cavité souterraine naturelle répertoriée dans le département de Vaucluse est  « le Trou Souffleur », sur la commune de Saint-Christol (cf. ligne 1 du tableau ci-dessous).
| \| Histogramme de la répartition des plus profondes cavités naturelles de Vaucluse par classe de dénivelé -- Les 33 cavités citées fin 2019 sont réparties en 4 classes de dénivelé -- \| \| \| \| \| \| \| \| \| \| \| \| \| \| \| classe I >= 500 m 3 cavité[s] \| classe II >= 200 m et < 500 m 8 cavités \| classe III >= 150 m et < 200 m 2 cavités \| classe IV >= 50 m et < 150 m 20 cavités \| \| |                               |                                         |                                          |                                         |  |
| Le graphique qui aurait dû être présenté ici ne peut pas être affiché car il utilise l'ancienne extension Graph, désactivée pour des questions de sécurité. Des indications pour créer un nouveau graphique avec la nouvelle extension Chart sont disponibles ici . |                               |                                         |                                          |                                         |  |
| Histogramme de la répartition des plus profondes cavités naturelles de Vaucluse par classe de dénivelé -- Les 33 cavités citées fin 2019 sont réparties en 4 classes de dénivelé -- |                               |                                         |                                          |                                         |  |
| |                               |                                         |                                          |                                         |  |
| | classe I >= 500 m 3 cavité[s] | classe II >= 200 m et < 500 m 8 cavités | classe III >= 150 m et < 200 m 2 cavités | classe IV >= 50 m et < 150 m 20 cavités |  |

## Cavités du Vaucluse (France) dont la dénivellation est supérieure ou égale à500 mètres
3 cavités sont recensées au 31-12-2019.
| Réf. | Cavité (autres noms) | Commune        | Massif ou zone    | Coordonnées (WGS 84)        | Dénivelée (mètres) | Développe. (mètres) | Sources ou références                                         | Mise à jour |
| ---- | -------------------- | -------------- | ----------------- | --------------------------- | ------------------ | ------------------- | ------------------------------------------------------------- | ----------- |
| 1    | Trou Souffleur       | Saint-Christol | Plateau d'Albion  | 44° 01′ 18″ N, 5° 29′ 32″ E | +000921, m         | +10 853, m          | Spelunca n°37, Spelunca n°130, Spelunca n°137, Spelunca n°143 | 2016-11     |
| 2    | Aven Autran          | Saint-Christol | Plateau d'Albion  | 44° 02′ 25″ N, 5° 27′ 57″ E | +000670, m         | +6 000, m           | Spéléo Vaucluse                                               | 2000-12     |
| 3    | Aven de Jean Nouveau | Sault          | Monts de Vaucluse | 44° 01′ 27″ N, 5° 23′ 14″ E | +000578, m         | +1 300, m           | Spéléo Vaucluse & Grottocenter                                | 2000-12     |

## Cavités du Vaucluse (France) dont la dénivellation est comprise entre200 mètreset499 mètres
8 cavités sont recensées au 31-12-2019.
| Réf. | Cavité (autres noms)   | Commune              | Massif ou zone    | Coordonnées (WGS 84)        | Dénivelée (mètres) | Développe. (mètres) | Sources ou références                    | Mise à jour |
| ---- | ---------------------- | -------------------- | ----------------- | --------------------------- | ------------------ | ------------------- | ---------------------------------------- | ----------- |
| 4    | Aven Joly              | Saint-Christol       | Plateau d'Albion  | 44° 00′ 57″ N, 5° 30′ 03″ E | +000465, m         | +2 500, m           | GSBM                                     | 2000-12     |
| 5    | Aven de la Barthée     | Saint-Christol       | Plateau d'Albion  | 44° 02′ 51″ N, 5° 30′ 05″ E | +000340, m         | +1 700, m           | GSBM & ASM                               | 2016-02     |
| 6    | Fontaine de Vaucluse   | Fontaine-de-Vaucluse | Monts de Vaucluse | 43° 55′ 04″ N, 5° 07′ 58″ E | +000315, m         | +0400, m            | Spéléométrie de la France & Grottocenter | 2000-12     |
| 7    | Aven Duclos            | Sault                | Monts de Vaucluse | 44° 00′ 57″ N, 5° 24′ 25″ E | +000306, m         | +0400, m            | Grottocenter & Spéléo Vaucluse           | 2000-12     |
| 8    | Aven des Papiers       | Sault                | Monts de Vaucluse | 44° 01′ 14″ N, 5° 23′ 03″ E | +000305, m         | +1 089, m           | Grottocenter, Spéléo Vaucluse & GSBM     | 2000-12     |
| 9    | Aven Cassan            | Lioux                | Monts de Vaucluse | 44° 01′ 11″ N, 5° 21′ 46″ E | +000248, m         | +0300, m            | Spéléométrie de la France                | 2000-12     |
| 10   | Aven de la Pourachière | Villars              | Monts de Vaucluse | 43° 58′ 35″ N, 5° 27′ 42″ E | +000223, m         | +0300, m            | Grottocenter                             | 2000-12     |
| 11   | Aven des Romanets      | Saint-Saturnin-d'Apt | Monts de Vaucluse | 43° 57′ 23″ N, 5° 24′ 11″ E | +000204, m         | +0300, m            | Grottocenter & Spéléo Vaucluse           | 2000-12     |

## Cavités du Vaucluse (France) dont la dénivellation est comprise entre150 mètreset199 mètres
2 cavités sont recensées au 31-12-2019.
| Réf. | Cavité (autres noms) | Commune              | Massif ou zone    | Coordonnées (WGS 84)        | Dénivelée (mètres) | Développe. (mètres) | Sources ou références          | Mise à jour |
| ---- | -------------------- | -------------------- | ----------------- | --------------------------- | ------------------ | ------------------- | ------------------------------ | ----------- |
| 12   | Aven de la Vipère    | Saint-Christol       | Plateau d'Albion  | 44° 02′ 24″ N, 5° 27′ 47″ E | +000157, m         | +0200, m            | Grottocenter & Harry Lankester | 2000-12     |
| 13   | Aven des Roumanes    | Saint-Saturnin-d'Apt | Monts de Vaucluse | 43° 58′ 30″ N, 5° 24′ 17″ E | +000157, m         | +0200, m            | Spéléo Vaucluse                | 2000-12     |

## Cavités du Vaucluse (France) dont la dénivellation est comprise entre50 mètreset149 mètres
20 cavités sont recensées au 31-12-2019.
| Réf.                                                                           | Cavité (autres noms)           | Commune                | Massif ou zone      | Coordonnées (WGS 84)        | Dénivelée (mètres) | Développe. (mètres) | Sources ou références                                      | Mise à jour |
| ------------------------------------------------------------------------------ | ------------------------------ | ---------------------- | ------------------- | --------------------------- | ------------------ | ------------------- | ---------------------------------------------------------- | ----------- |
| 14                                                                             | Aven de la Rabasse             | Blauvac                | Gorges de la Nesque | 44° 02′ 51″ N, 5° 16′ 47″ E | +000142, m         | +0200, m            | Grottocenter & Spéléo Vaucluse                             | 2000-12     |
| 15                                                                             | Trou du Vent                   | Brantes                | Mont Ventoux        | 44° 10′ 23″ N, 5° 17′ 50″ E | +000140, m         | +0525, m            | speleo-vaucluse.fr                                         | 2000-12     |
| 16                                                                             | Aven du Grand Guérin           | Monieux                | Monts de Vaucluse   | 44° 02′ 34″ N, 5° 22′ 06″ E | +000117, m         | +0150, m            | Spéléo Vaucluse                                            | 2000-12     |
| 17                                                                             | Aven d’Aurel                   | Aurel                  | Monts de Vaucluse   | 44° 07′ 01″ N, 5° 25′ 19″ E | +000106, m         | +0150, m            | Spéléo Vaucluse                                            | 2000-12     |
| 18                                                                             | Aven de Jean Laurent           | Monieux                | Monts de Vaucluse   | 44° 03′ 34″ N, 5° 22′ 31″ E | +000106, m         | +0150, m environ    | Spéléo Vaucluse                                            | 2000-12     |
| 19                                                                             | Grotte de Notre-Dame des Anges | Malaucène              | Mont Ventoux        | 44° 13′ 10″ N, 5° 10′ 48″ E | +000101, m         | +2 410, m           | Grottocenter & plongeesout.com                             | 2007-05     |
| 20                                                                             | Aven des Teyssonnières         | Saint-Christol         | Plateau d'Albion    |                             | +0 00096, m        | +0200, m environ    | Spéléométrie de la France                                  | 2000-12     |
| 21                                                                             | Aven du Château                | Saint-Christol         | Plateau d'Albion    | 44° 01′ 43″ N, 5° 29′ 30″ E | +0 00090, m        | +0250, m            | Spéléométrie de la France & Grottocenter.                  | 2010-03     |
| 22                                                                             | Aven des Grayets               | Saint-Trinit           | Monts de Vaucluse   | 44° 06′ 50″ N, 5° 27′ 00″ E | +0 00088, m        | +0150, m            | Spéléométrie de la France & SSA                            | 2000-12     |
| 23                                                                             | Le Toumple                     | Lioux                  | Monts de Vaucluse   | 44° 00′ 31″ N, 5° 19′ 54″ E | +0 00087, m        | NC                  | Spéléométrie de la France & Spéléo Vaucluse                | 2000-12     |
| 24                                                                             | Trou de l'Oursin               | Brantes                | Mont Ventoux        |                             | +0 00080, m        | NC                  | Spéléométrie de la France                                  | 2000-12     |
| 25                                                                             | Aven de Marquisan              | Aurel                  | Monts de Vaucluse   | 44° 07′ 32″ N, 5° 26′ 41″ E | +0 00079, m        | +0480, m            | Spéléo Vaucluse & Grottocenter.                            | 2000-12     |
| 26                                                                             | Aven Borel                     | Saint-Christol         | Plateau d'Albion    | 44° 03′ 33″ N, 5° 28′ 30″ E | +0 00077, m        | NC                  | Spéléométrie de la France & Grottocenter, Harry Lankester. | 2010-11     |
| 27                                                                             | Aven de la Servy               | Saint-Christol         | Plateau d'Albion    | 44° 02′ 21″ N, 5° 31′ 02″ E | +0 00065, m        | NC                  | Grottocenter.                                              | 2010-11     |
| 28                                                                             | Aven de Bruny                  | Auribeau               | Luberon             | 43° 49′ 16″ N, 5° 27′ 01″ E | +0 00064, m        | NC                  | Grottocenter.                                              | 2010-11     |
| 29                                                                             | Aven Christian                 | Bédoin                 | Mont Ventoux        | 44° 09′ 10″ N, 5° 10′ 57″ E | +0 00060, m        | NC                  | La Haute-Provence souterraine & CDS04                      | 2010-11     |
| 30                                                                             | Aven de Redony                 | Saint-Saturnin-lès-Apt | Monts de Vaucluse   | 44° 09′ 10″ N, 5° 10′ 57″ E | +0 00060, m        | NC                  | Spéléo Vaucluse                                            | 2010-11     |
| 31                                                                             | Aven de l'Aze                  | Saint-Christol         | Plateau d'Albion    | 44° 01′ 34″ N, 5° 29′ 01″ E | +0 00052, m        | NC                  | Grottocenter.                                              | 2010-11     |
| 32                                                                             | Aven du Couturier              | Sault                  | Plateau d'Albion    | 44° 00′ 52″ N, 5° 22′ 51″ E | +0 00050, m        | NC                  | Spéléo Vaucluse & Grottocenter.                            | 2010-11     |
| 33                                                                             | Aven de la Mésange Bleue       | Saint-Christol         | Plateau d'Albion    | 44° 03′ 00″ N, 5° 32′ 30″ E | +0 00050, m        | NC                  | Grottocenter .                                             | 2010-11     |
| Tableau à compléter avec notamment l'aven de la Cassette s'il atteint les -50. |                                |                        |                     |                             |                    |                     |                                                            |             |